# Piłka nożna na Igrzyskach Azjatyckich 1951
Piłka nożna na Igrzyskach Azjatyckich 1951 została rozegrana w dniach 5 - 10 marca w Nowym Delhi. Wszystkie mecze odbyły się na stadionie Major Dhyan Chand National Stadium. W turnieju udział wzięło sześć drużyn. 
Wymiary boiska piłkarskiego na stadionie Major Dhyan Chand National Stadium stanowiły 110 na 65 jardów - zatem boisko było nieco węższe niż dozwolone przez przepisy międzynarodowe, jednak FIFA usankcjonowała ten turniej.

## Rezultaty meczów

### Ćwierćfinały
| 5 marca | Persja · 17' Afshar Alavinejad · 60' Koozehkanani | 2:0 | Birma | Major Dhyan Chand National Stadium |
|         |                                                   |     |       |                                    |

| 5 marca | Indie · 27' Mewalal · 42' (sam.) Siregar · 45' Venkatesh | 3:0 | Indonezja | Major Dhyan Chand National Stadium |
|         |                                                          |     |           |                                    |

### Półfinały
| 7 marca | Persja | 0:0 | Japonia | Major Dhyan Chand National Stadium |
|         |        |     |         |                                    |

| 7 marca | Indie · 10' Venkatesh · 16' Mewalal · 55' Nandy | 3:0 | Afganistan | Major Dhyan Chand National Stadium |
|         |                                                 |     |            |                                    |

#### Powtórzenie meczu
| 8 marca | Persja · 21', 42' Masoud-Ansari · 58' Boroumand | 3:2 | Japonia · 40' Tokita · 58' Ninomiya | Major Dhyan Chand National Stadium |
|         |                                                 |     |                                     |                                    |

### Mecz o 3. miejsce
| 9 marca | Japonia · 40', 45' Iwatani | 2:0 | Afganistan | Major Dhyan Chand National Stadium |
|         |                            |     |            |                                    |

### Finał
| 10 marca | Persja | 0:1 | Indie · 34' Mewalal | Major Dhyan Chand National Stadium |
|          |        |     |                     |                                    |

## Medaliści
| Turniej                        | | | |
| ------------------------------ | --- | --- | --- |
| Piłka nożna – turniej mężczyzn | Indie · Berland Anthony · Syed Khwaja Azizuddin · A. M. Bachan · Sunil Chatterjee · Abhoy Ghosh · D. N. Devine Jones · Ahmed Khan · G. Y. S. Laiq · Sheikh Abdul Latif · Loganathan · Sailen Manna · Sheoo Mewalal · Santosh Nandy · Muhammad Noor · Chandan Singh Rawat · P. B. A. Saleh · Mohammad Abdus Sattar · T. Shanmugham · Runu Guha Thakurta · Kenchappa Varadaraj · Thenmaddom Varghese · Pansanttom Venkatesh | Persja · Nader Afshar Alavinejad · Nader Afshar Naderi · Amir Aghahosseini · Amir Araghi · Mohsen Azad · Mahmoud Bayati · Masoud Boroumand · Hossein Fekri · Aref Gholizadeh · Mansour Hajian · Parviz Kouzehkanani · George Markarian · Mehdi Masoud-Ansari · Mehdi Nassiroghloo · Mahmoud Shakibi · Hossein Soroudi · Ghorban Ali Tari | Japonia · Ko Arima · Toshio Iwatani · Taro Kagawa · Takashi Kano · Nobuyuki Kato · Seki Matsunaga · Koji Miyata · Hirokazu Ninomiya · Ken Noritake · Yoshio Okada · Shigeo Sugimoto · Megumu Tamura · Masanori Tokita · Yukio Tsuda |

## Zestawienie finałowe drużyn
| Poz. | Drużyna               | Mecze | Zwycięstwa | Remisy | Porażki | Zdobyte bramki | Stracone bramki | Różnica bramek | Pkt |
| ---- | --------------------- | ----- | ---------- | ------ | ------- | -------------- | --------------- | -------------- | --- |
|      | Indie                 | 3     | 3          | 0      | 0       | 7              | 0               | +7             | 6   |
|      | Persja                | 4     | 2          | 1      | 1       | 5              | 3               | +2             | 5   |
|      | Japonia               | 3     | 1          | 1      | 1       | 4              | 3               | +1             | 3   |
| 4    | Królestwo Afganistanu | 2     | 0          | 0      | 2       | 0              | 5               | −5             | 0   |
| 5    | Birma                 | 1     | 0          | 0      | 1       | 0              | 2               | −2             | 0   |
| 6    | Indonezja             | 1     | 0          | 0      | 1       | 0              | 3               | −3             | 0   |

## Strzelcy bramek
3 bramki

- Sheoo Mewalal

2 bramki

- Pansanttom Venkatesh
- Mehdi Masoud-Ansari
- Toshio Iwatani

1 bramka

- Santosh Nandy
- Nader Afshar Alavinejad
- Masoud Boroumand
- Parviz Kouzehkanani
- Hirokazu Ninomiya
- Masanori Tokita

1 bramka samobójcza

- Chairuddin Siregar

## Składy drużyn
- Indie: Berland Anthony, T.M. Varghese, Sailen Manna (c), Sheikh Abdul Latif, Chandan Singh Rawat, Noor Mohammed, Pansanttom Venkatesh, Sahu Mewalal, Ahmed Khan, P. B. A. Saleh, Kenchappa Varadaraj, T. Shanmugham, Santosh Nandy, Syed Khwaja Azizuddin, Sunil Chatterjee, Abhoy Ghosh, D.N. Devine Jones, G.Y.S. Laiq, Loganathan, Madar Abdus Sattar, Runu Guha Thakurta, A. M. Bachan; Trener: Syed Abdul Rahim[2].

- Persja: Nader Afshar Alavinejad, Nader Afshar Naderi, Amir Aghahosseini (c), Amir Araghi, Mohsen Azad, Mahmoud Bayati, Masoud Boroumand, Hossein Fekri, Aref Gholizadeh, Mansour Hajian, Parviz Kouzehkanani, George Markarian, Mehdi Masoud-Ansari, Mehdi Nassiroghloo, Mahmoud Shakibi, Hossein Soroudi, Ghorban Ali Tari; Trener: Hossein Sadaghiani.

- Japonia: Yukio Tsuda, Megumu Tamura, Yoshio Okada, Koji Miyata, Nobuyuki Kato, Ko Arima, Shigeo Sugimoto, Masanori Tokita, Taro Kagawa, Hirokazu Ninomiya (c), Toshio Iwatani, Takashi Kano, Ken Noritake, Seki Matsunaga; Trener: Hirokazu Ninomiya (grający trener).

- Afganistan: Hamid Afzal, Abdul Ghafoor Assar, Sarwar Ayubi, Farid, Rahman Jahangir, Yar Mohammed Barakzai, Ata Mohammad, Anwar Quadahri, Khalil Ullah, Abdul Ghafoor Yusufzai, Hamid Yusufzai; Trener: ?

- Birma: S.R. Aukim, R. Rodricks, Pe Myint, Ba Kyu, Hla Kyaing, H.G. Munro (c), T. van Dockum, Gwan Shein, Cham Sein, Ba Than, Sein Hline; Trener: ?

- Indonezja: Maulwi Saelan, Chaeruddin Siregar, Sunar, Jahja, M. Sidhi (c), Tan Liong Houw, Aang Witarsa, Tee San Liong, Darmadhi, Bhe Ing Hien, Sugiono, Tan Mo Heng, Aten, Ramlan Jatim, Ramli Jatim, Soleh; Trener: Choo Seng-Quee.